# Soichi Hashimoto
Soichi Hashimoto (橋本壮市 Hashimoto Soichi?), född 24 augusti 1991, är en japansk judoutövare.

## Karriär
Vid olympiska sommarspelen 2024 i Paris tog Hashimoto brons i 73 kg-klassen efter att ha besegrat kosovanske Akil Gjakova i bronsmatchen. Han var även en del av Japans lag som tog silver i mixedlag.